# Рудь Петро Володимирович
Петро Володимирович Рудь (25 квітня 1956, село Врублівка Романівського району Житомирської області) — український бізнесмен і політик, президент компанії «Рудь», радник за спеціальністю «Технологія харчової промисловості» в Інженерній академії України, дійсний член Української академії кібернетики.

## Біографія
Закінчив Врублівську середню школу, Іванопільське професійно-технічне училище, став робітником, згодом служив у Радянській армії.
Працював оператором Коростенської нафтобази, заступником директора, згодом директором Коростенського міськмолзаводу (1987—1992 рр.). В 1990 році закінчив Українську сільськогосподарську академію (Національний аграрний університет).
В лютому 1992 року Петро Рудь зайняв посаду директора Житомирського маслозаводу. У 1995 р. відбулась державна реєстрація відкритого акціонерного товариства «Житомирський маслозавод», а у 1998 р. на загальних зборах колективу торговій марці підприємства було присвоєно назву «Рудь».
Голову правління Петра Володимировича Рудя було запрошено до Німеччини на чергове засідання Клубу лідерів світової торгівлі, в який входить понад 145 країн. А робота заводу була відзначена міжнародною нагородою «За технологію і якість продукції» (в 1999 році компанія отримала цю нагороду вдруге). Після цієї відзнаки підприємство занесли до Міжнародного каталогу.

## Статки
За версією видання «Фокус» в 2013 р. статок Петра Рудя оцінювався в $ 62 500 000. (148 місце рейтингу «200 найбагатших людей України»).
2015 увійшов до сотні найбагатших українців за версією журналу «Forbes Україна», посівши 98 місце.
Станом на 18 січня 2016 року журнал «Forbes Україна» оцінював статки бізнесмена у $ 27 000 000.
Найбагатша людина Житомира.
Має трьох онуків

## Політична кар'єра
На Парламентських виборах в Україні 1998 року балотувався від Народної аграрної партії України (№ 88 у списку), але партія не подолала проходного 4 % бар'єру.
Депутат Житомирської обласної ради (31.10.2010 — 25.10.2015), член політичної партії «Наша Україна», член комісії з соціально — економічного розвитку.
На місцевих виборах 2015 року до Житомирської міської ради сьомого скликання обрався від партії "Блок Петра Порошенка «Солідарність».

## Відзнаки, нагороди та досягнення

### 1999 рік
Нагрудний знак «Золотий ягуар» присуджений «За заслуги в стандартизації, метрології, сертифікації та акредитації».
Ім'я Петра Володимировича Рудя внесено до «Золотої книги українського підприємництва».

### 2001 рік
Заслужений працівник промисловості України

### 2003 рік
Трудова відзнака «Знак пошани», вручена колегією Міністерства аграрної політики України.
Нагрудний знак «Почесний фахівець галузі виробництва морозива України» асоціації «Українське морозиво».
Диплом загальнонаціональної програми «Людина року 2003».
Звання «Найкращий роботодавець року» серед підприємств Житомирської області.

### 2004 рік
Сертифікат «Визнання в Європі» за найкраще управління якістю Європейського фонду управління якістю на ХІІІ Міжнародному форумі «Дні якості в Києві-2004».
Почесний знак «За найвищу досконалість» за видатні особисті заслуги в галузі якості та створення досконалого підприємства.

### 2005 рік
Указом Президента України нагороджено орденом «За заслуги» III ступеня.
Медаль «Лідер XXI століття» за особисті заслуги в розвитку сучасного суспільства.

### 2006 рік
Нагрудний знак Національної премії престижу «Особистість 2006» за внесок у розвиток соціального прогресу, збагачення загальнолюдських цінностей та професійні досягнення. Диплом за перемогу у міському конкурсі на звання «Найкращий роботодавець року».

### 2007 рік
Звання «Найкращий керівник України» та диплом лауреата загальнонаціонального рейтингу «Найкращий керівник України» за значний внесок у розвиток економіки України та високоефективне керівництво.

### 2008 рік
Нагрудний знак «За сприяння податковим органам».
Звання «Меценат Житомирщини».
Звання «Найкращий благодійник 2008 року».

### 2009 рік
Указом Президента України нагороджено орденом «За заслуги» II ступеня.

### 2012 рік
Почесний громадянин міста Житомира.

### 2013 рік
Указом Президента України нагороджено орденом «За заслуги» I ступеня.

### 2015 рік
Переможець в номінації «Керівник року» в конкурсі «Гордість міста» (Житомир).

### 2017 рік
Почесний громадянин Коростеня.